# Ardimentoso (cacciatorpediniere 1925)
L’Ardimentoso è stato un cacciatorpediniere della Regia Marina, ex unità della Kaiserliche Marine.

## Storia
Entrato in servizio a fine 1916 per la Kaiserliche Marine, era inizialmente denominato S 63.
Conclusasi la prima guerra mondiale, l’S 63 venne ceduto alla Regia Marina nel 1919-1920 insieme agli esploratori Premuda e Cesare Rossarol ex SMS B 97, come riparazione per i danni di guerra, assumendo il nuovo nome di Ardimentoso.
Tra il 1920 ed il 1925 la nave fu sottoposta ad approfonditi lavori di modifica all'armamento: i 3 cannoni da 105/42 mm furono sostituiti con altrettanti da 100/47 mm Skoda, furono imbarcate 2 mitragliere Vickers Terni da 40/39 mm ed altrettante da 6,5/80; l'armamento silurante venne ridotto a due soli tubi lanciasiluri da 500 mm. Il dislocamento salì a 1050 tonnellate in carico normale e 1130 a pieno carico, e l'equipaggio fu portato a 111 elementi. L'unità entrò in servizio per la Regia Marina nell'ottobre 1925.
Nel 1928 l’Ardimentoso fu sottoposto ad ulteriori lavori di modifica che congiunsero la sovrastruttura della plancia con il castello di prua.
A partire dal 1931 il cacciatorpediniere fu impiegato a Pola come nave scuola per l'addestramento dei torpedinieri delle Scuole CREM (Corpo Reali Equipaggi Marittimi).
Nel 1933, a seguito di altre modifiche, imbarcò due tubi lanciasiluri da 450 mm in aggiunta ai due preesistenti da 500.
Disarmato nel 1938 e radiato nel febbraio 1939, l’Ardimentoso fu avviato alla demolizione.